# جان ادوارد ویلیامز
جان ادوارد ویلیامز(به انگلیسی: John Edward Williams) (زاده: ۲۹ اوت ۱۹۲۲ – مرگ: ۳ مارس ۱۹۹۴) یک نویسنده، ویراستار اهل آمریکا بود که بیشتر به خاطر رمان‌های استونر (۱۹۶۵) و آگوستوس (۱۹۷۲) شناخته می‌شد. او همچنین دومی برنده آمریکایی جایزه ملی کتاب است.

## فعالیت‌ها
رمان
- هیچ چیز جز شب (۱۹۴۸)
- عبور از قصاب  (۱۹۶۰)
- استونر (۱۹۶۵)
- آگوستوس (۱۹۷۲) - مشترک؛ جایزه کتاب ملی[۲]

شعر
- شکسته چشم‌انداز: اشعار (۱۹۴۹)
- دروغ لازم  (۱۹۶۵)